# BB&T Atlanta Open 2015 - Qualificazioni singolare
Le qualificazioni del singolare del BB&T Atlanta Open 2015 sono state un torneo di tennis preliminare per accedere alla fase finale della manifestazione. I vincitori dell'ultimo turno sono entrati di diritto nel tabellone principale. In caso di ritiro di uno o più giocatori aventi diritto a questi sono subentrati i lucky loser, ossia i giocatori che hanno perso nell'ultimo turno ma che avevano una classifica più alta rispetto agli altri partecipanti che avevano comunque perso nel turno finale.

## Teste di serie
1. Denis Kudla (qualificato)
2. Guido Pella (ultimo turno)
3. Austin Krajicek (qualificato)
4. Matthew Ebden (secondo turno, ritirato)

1. John-Patrick Smith (secondo turno)
2. Somdev Devvarman (qualificato)
3. Marinko Matosevic (ultimo turno)
4. Yūichi Sugita (ultimo turno)

## Qualificati
1. Denis Kudla
2. Jared Donaldson

1. Austin Krajicek
2. Somdev Devvarman

## Tabellone

### Legenda
| - Q = Qualificato - WC = Wild card - LL = Lucky loser | - ALT = Alternate - SE = Special Exempt - PR = Protected Ranking | - w/o = Walkover - r = Ritirato - d = Squalificato |

### Sezione 1
|  | Primo turno | Primo turno        | Primo turno        | Primo turno   | Primo turno |  |  | Secondo turno | Secondo turno     | Secondo turno     | Secondo turno     | Secondo turno     |   |   | Ultimo turno | Ultimo turno | Ultimo turno | Ultimo turno | Ultimo turno |  |
|  |             |                    |                    |               |             |  |  |               |                   |                   |                   |                   |   |   |              |              |              |              |              |  |
|  |             |                    |                    |               |             |  |  |               |                   |                   |                   |                   |   |   |              |              |              |              |              |  |
|  |             |                    |                    |               |             |  |  | 1             | Denis Kudla       | Denis Kudla       | 6                 | 6                 |   |   |              |              |              |              |              |  |
|  | WC          | Trent Bryde        | Trent Bryde        | 7             | 6           |  |  | WC            | Trent Bryde       | Trent Bryde       | 1                 | 1                 |   |   |              |              |              |              |              |  |
|  |             | Cătălin-Ionuț Gârd | Cătălin-Ionuț Gârd | 64            | 2           |  |  |               |                   |                   |                   |                   |   |   | 1            | Denis Kudla  | Denis Kudla  | 7            | 6            |  |
|  |             | Andrew Carter      | Andrew Carter      | Andrew Carter | w/o         |  |  |               |                   | 7                 | Marinko Matosevic | Marinko Matosevic | 5 | 2 |              |              |              |              |              |  |
|  |             | Matías Castro      | Matías Castro      | Matías Castro |             |  |  |               | Andrew Carter     | Andrew Carter     | 3                 | 2                 |   |   |              |              |              |              |              |  |
|  |             |                    |                    |               |             |  |  | 7             | Marinko Matosevic | Marinko Matosevic | 6                 | 6                 |   |   |              |              |              |              |              |  |
|  |             |                    |                    |               |             |  |  |               |                   |                   |                   |                   |   |   |              |              |              |              |              |  |

### Sezione 2
|  | Primo turno | Primo turno        | Primo turno        | Primo turno | Primo turno |  |  | Secondo turno | Secondo turno      | Secondo turno | Secondo turno   | Secondo turno   |   |   | Ultimo turno | Ultimo turno | Ultimo turno | Ultimo turno | Ultimo turno |  |
|  |             |                    |                    |             |             |  |  |               |                    |               |                 |                 |   |   |              |              |              |              |              |  |
|  |             |                    |                    |             |             |  |  |               |                    |               |                 |                 |   |   |              |              |              |              |              |  |
|  |             |                    |                    |             |             |  |  | 2             | Guido Pella        | Guido Pella   | 6               | 7               |   |   |              |              |              |              |              |  |
|  |             | Evan Song          | Evan Song          | 6           | 6           |  |  |               | Evan Song          | Evan Song     | 2               | 65              |   |   |              |              |              |              |              |  |
|  |             | Takanyi Garanganga | Takanyi Garanganga | 4           | 1           |  |  |               |                    |               |                 |                 |   |   | 2            | Guido Pella  | Guido Pella  | 2            | 6            |  |
|  |             | Jared Donaldson    | 65                 | 6           | 6           |  |  |               |                    |               | Jared Donaldson | Jared Donaldson | 6 | 7 |              |              |              |              |              |  |
|  |             | Gastão Elias       | 7                  | 3           | 3           |  |  |               | Jared Donaldson    | 65            | 7               | 6               |   |   |              |              |              |              |              |  |
|  |             |                    |                    |             |             |  |  | 5             | John-Patrick Smith | 7             | 63              | 4               |   |   |              |              |              |              |              |  |
|  |             |                    |                    |             |             |  |  |               |                    |               |                 |                 |   |   |              |              |              |              |              |  |

### Sezione 3
|  | Primo turno | Primo turno          | Primo turno   | Primo turno | Primo turno |  |  | Secondo turno | Secondo turno   | Secondo turno   | Secondo turno | Secondo turno |   |   | Ultimo turno | Ultimo turno    | Ultimo turno    | Ultimo turno | Ultimo turno |  |
|  |             |                      |               |             |             |  |  |               |                 |                 |               |               |   |   |              |                 |                 |              |              |  |
|  |             |                      |               |             |             |  |  |               |                 |                 |               |               |   |   |              |                 |                 |              |              |  |
|  |             |                      |               |             |             |  |  | 3             | Austin Krajicek | Austin Krajicek | 6             | 6             |   |   |              |                 |                 |              |              |  |
|  |             | Evgenij Korolëv      | 6             | 2           | 7           |  |  |               | Evgenij Korolëv | Evgenij Korolëv | 3             | 3             |   |   |              |                 |                 |              |              |  |
|  |             | Antonio Ruiz-Rosales | 2             | 6           | 63          |  |  |               |                 |                 |               |               |   |   | 3            | Austin Krajicek | Austin Krajicek | 6            | 6            |  |
|  | WC          | Tommy Paul           | Tommy Paul    | 6           | 7           |  |  |               |                 | 8               | Yūichi Sugita | Yūichi Sugita | 2 | 1 |              |                 |                 |              |              |  |
|  | WC          | Walker Duncan        | Walker Duncan | 3           | 69          |  |  | WC            | Tommy Paul      | Tommy Paul      | 3             | 3             |   |   |              |                 |                 |              |              |  |
|  |             | Kevin King           | 4             | 6           | 3           |  |  | 8             | Yūichi Sugita   | Yūichi Sugita   | 6             | 6             |   |   |              |                 |                 |              |              |  |
|  | 8           | Yūichi Sugita        | 6             | 3           | 6           |  |  |               |                 |                 |               |               |   |   |              |                 |                 |              |              |  |

### Sezione 4
|  | Primo turno | Primo turno       | Primo turno       | Primo turno | Primo turno |  |  | Secondo turno | Secondo turno     | Secondo turno     | Secondo turno    | Secondo turno    |   |   | Ultimo turno | Ultimo turno      | Ultimo turno      | Ultimo turno | Ultimo turno |  |
|  |             |                   |                   |             |             |  |  |               |                   |                   |                  |                  |   |   |              |                   |                   |              |              |  |
|  |             |                   |                   |             |             |  |  |               |                   |                   |                  |                  |   |   |              |                   |                   |              |              |  |
|  |             |                   |                   |             |             |  |  | 4             | Matthew Ebden     | Matthew Ebden     | 5                | 2r               |   |   |              |                   |                   |              |              |  |
|  | WC          | Reilly Opelka     | Reilly Opelka     | 4           | 4           |  |  |               | Shuichi Sekiguchi | Shuichi Sekiguchi | 7                | 5                |   |   |              |                   |                   |              |              |  |
|  |             | Shuichi Sekiguchi | Shuichi Sekiguchi | 6           | 6           |  |  |               |                   |                   |                  |                  |   |   |              | Shuichi Sekiguchi | Shuichi Sekiguchi | 3            | 3            |  |
|  |             | Treat Huey        | Treat Huey        | 7           | 6           |  |  |               |                   | 6                 | Somdev Devvarman | Somdev Devvarman | 6 | 6 |              |                   |                   |              |              |  |
|  |             | Ryan Haviland     | Ryan Haviland     | 68          | 3           |  |  |               | Treat Huey        | Treat Huey        | 5                | 3                |   |   |              |                   |                   |              |              |  |
|  |             |                   |                   |             |             |  |  | 6             | Somdev Devvarman  | Somdev Devvarman  | 7                | 6                |   |   |              |                   |                   |              |              |  |
|  |             |                   |                   |             |             |  |  |               |                   |                   |                  |                  |   |   |              |                   |                   |              |              |  |